# 严建华
严建华，浙江大学教授，主要从事可燃废弃物的高效清洁能源化利用的研究工作。任中国动力工程学会理事、中华人民共和国教育部第五批"长江学者"特聘教授，享受国务院政府特殊津贴。